# Trochaloschema tavildarense
Trochaloschema tavildarense är en skalbaggsart som beskrevs av Nikolajev 2002. Trochaloschema tavildarense ingår i släktet Trochaloschema och familjen Melolonthidae. Inga underarter finns listade i Catalogue of Life.